# Ophiopogon sinensis
Ophiopogon sinensis är en sparrisväxtart som beskrevs av Y.Wan och Cheng Chiu Huang. Ophiopogon sinensis ingår i släktet Ophiopogon och familjen sparrisväxter. Inga underarter finns listade i Catalogue of Life.